# Coprophanaeus rigoutorum
Coprophanaeus rigoutorum är en skalbaggsart som beskrevs av Arnaud 2002. Coprophanaeus rigoutorum ingår i släktet Coprophanaeus och familjen bladhorningar. Inga underarter finns listade i Catalogue of Life.